# جان همینگز
جان همینگز (انگلیسی: John Heminges; ۲۵ نوامبر ۱۵۵۶ – ۱۰ اکتبر ۱۶۳۰) بازیگر تئاتر اهل بریتانیا بود.
در سال ۱۶۲۳ دو تن از اعضای هیئت شکسپیر، جان همینگز و هنری کاندل، نسخه جامع و ویراسته‌ای از نمایش نامه‌هایش را به چاپ رساندند که فرست فولیو (به انگلیسی: First Folio) نام گرفت.